# Begraafplaats van Anstaing
De Begraafplaats van Anstaing is een gemeentelijke begraafplaats in de Franse gemeente Anstaing in het Noorderdepartement. De begraafplaats bevindt zich net ten noordwesten van het dorpscentrum. Vooraan op de begraafplaats staat het "Monument aux Morts" voor de doden uit de beide wereldoorlogen.

## Brits oorlogsgraf
Op de begraafplaats bevindt zich een Brits oorlogsgraf uit de Tweede Wereldoorlog. Het graf is van John Strickland Butterworth, soldaat bij het King's Own Royal Regiment (Lancaster) en wordt onderhouden door de Commonwealth War Graves Commission. In de CWGC-registers is de begraafplaats opgenomen als Anstaing Communal Cemetery.